# Confederazione di Targowica

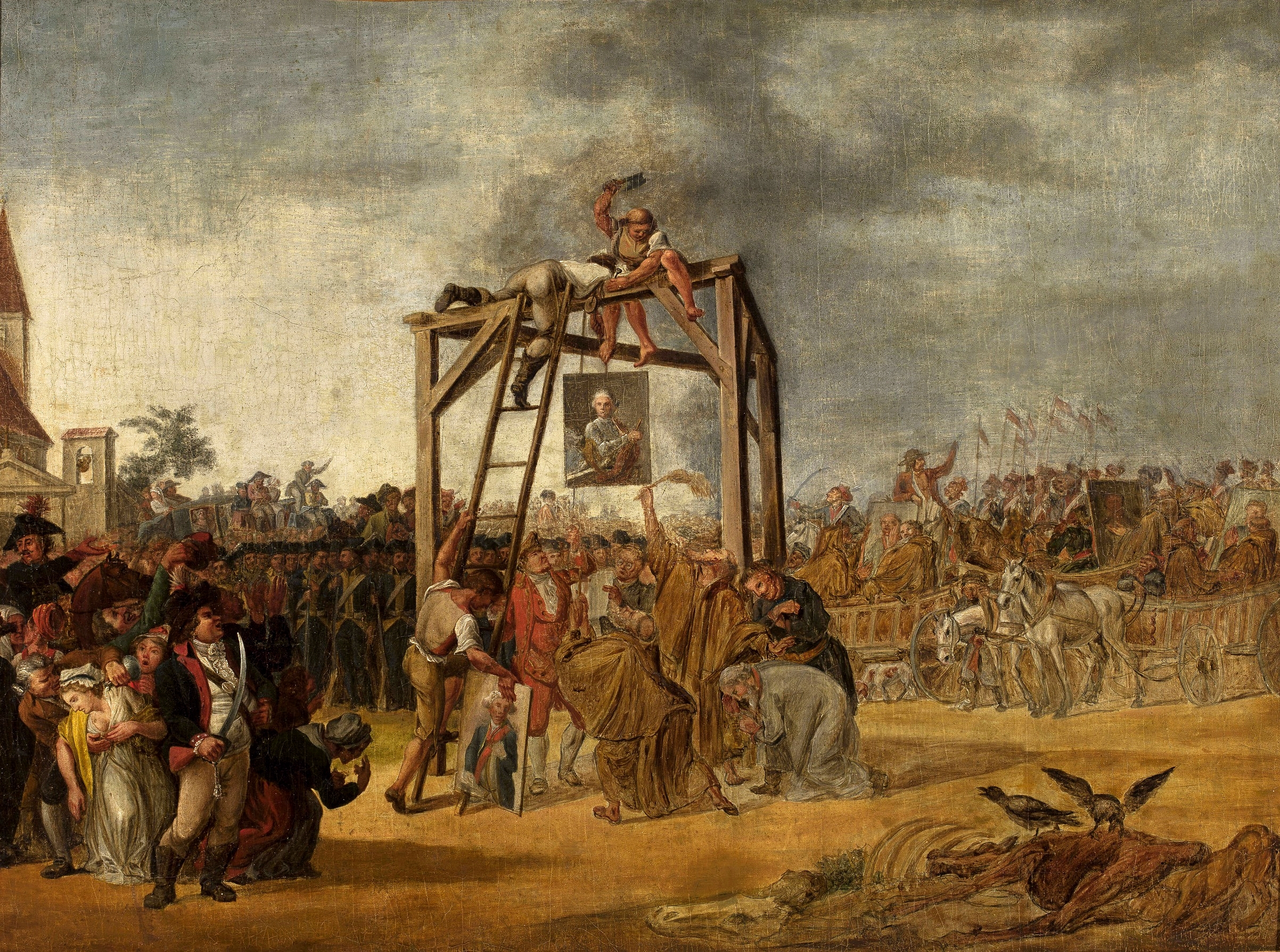
L'effigie dei capi della confederazione di Targowica viene appesa a Varsavia, nel 1794, dopo la rivolta di Varsavia. Dipinto di Jan Piotr Norblin.

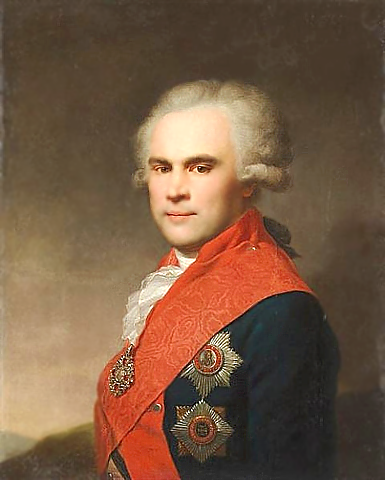
Il generale russo Vasilij Stepanovič Popov, autore del testo della confederazione

La confederazione di Targowica (in polacco: konfederacja targowicka) fu una confederazione di magnati polacco-lituani, formatasi il 27 aprile 1792 a San Pietroburgo su impulso dell'imperatrice Caterina II di Russia. La confederazione si oppose alla costituzione polacca di maggio che era stata adottata dal Sejm, specialmente nelle disposizioni che limitavano i privilegi della nobiltà (szlachta). Il testo dell'atto fondante la confederazione fu scritto dal generale russo Vasilij Stepanovič Popov, capo dell'ufficio del principe Grigorij Aleksandrovič Potëmkin. Il 14 maggio 1792 la stipula del patto fu annunciata in una piccola città dell'Ucraina dai membri repubblicani. Dopo di ciò, il 18 maggio, due eserciti russi entrarono in Polonia, dando inizio a una nuova guerra senza dichiararla.
Le forze della confederazione di Targowica sconfissero le forze leali alla Confederazione polacco-lituana, il Sejm e il re Stanislao II Augusto Poniatowski nella guerra in difesa della costituzione. La loro vittoria precipitò la seconda spartizione della Polonia e pose i presupposti della terza spartizione e della dissoluzione finale della confederazione nel 1795. Questo risultato giunse sorprendente a molti dei confederati, che volevano solamente riportare in essere lo status quo ante e non si aspettavano che il rovesciamento della costituzione polacca avrebbe avuto queste conseguenze.

## Membri dirigenti
- Stanisław Szczęsny Potocki:  maresciallo (capo) della confederazione, fu condannato a morte, ma la pena non fu mai eseguita. Il 29 settembre 1794 il suo ritratto fu invece appeso (come nell'immagine). Nel 1795 fu premiato da Caterina la Grande con l'Ordine Imperiale di Sant'Aleksandr Nevskij e con il grado di "generale in capo".

Tra gli altri membri magnati ci furono:
- Franciszek Ksawery Branicki: condannato a morte durante l'insurrezione di Kościuszko, non venne mai giustiziato. Emigrato in Russia, morì a Bila Cerkva nel 1819.
- Szymon Marcin Kossakowski:  impiccato il 25 aprile 1794 a Vilnius, durante l'insurrezione di Kościuszko.
- Józef Kazimierz Kossakowski: vescovo della Livonia polacca . Impiccato il 9 maggio 1794 a Cracovia durante l'insurrezione di Kościuszko.
- Ignacy Jakub Massalski: vescovo di Vilnius. Impiccato il 28 giugno 1794, a Varsavia durante l'insurrezione di Kościuszko.
- Seweryn Rzewuski.

## Citazioni
- Dall'atto costitutivo della confederazione di Targowica:

()
- Uno dei fondatori della confederazione di Targowica, Stanisław Szczęsny Potocki:

()
Dopo l'abdicazione di Stanisław Poniatowski e la distruzione della confederazione, disse:
()